# Appellationsgericht Klagenfurt

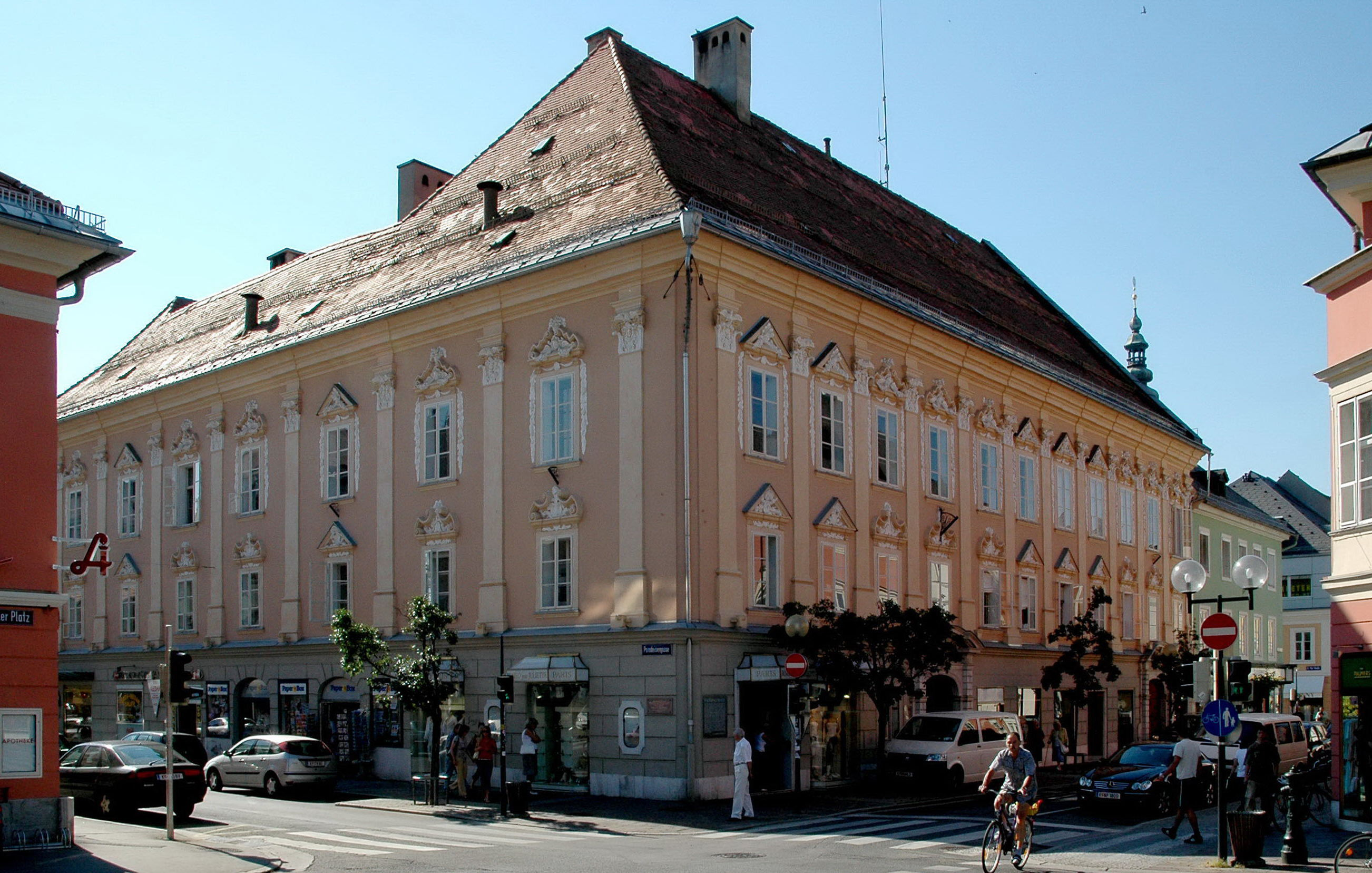
Viktringerhof – Sitz des Gerichtes

Das Appellationsgericht Klagenfurt (von 1850 bis 1854: Oberlandesgericht Klagenfurt) war von 1782 bis 1854 ein österreichisches Appellationsgericht mit Sitz in Klagenfurt am Wörthersee.

## Geschichte
1747 erhielt das Landrecht in Klagenfurt auch die Funktion eines Appellationsgerichtes. 1782 wurden die Appellationsgerichtsfunktionen zentralisiert. Die Landrechte wurden wieder zu Eingangsgerichten und es wurden Appellationsgerichte in Wien, Prag, Budapest, Mailand und Klagenfurt eingerichtet. Das Appellationsgericht Klagenfurt nahm am 1. Juli 1782 die Arbeit auf und war für Kärnten, Krain, die Steiermark, Görz, Triest und Gradiska, Tirol und die Besitzung in Vorarlberg zuständig. Es trug daher den vollständigen Namen „Inner- und Oberösterreichisches Appellationsgericht zu Klagenfurt“.
1791 wurde das Gerichtswesen erneut geändert. Es wurde ein neues Appellationsgericht Innsbruck geschaffen, das die Verantwortung für Tirol und Vorarlberg übernahm. Der Name verkürzte sich daher in „Innerösterreichisches Appellationsgericht zu Klagenfurt“. In der Franzosenzeit waren große Teile des Gerichtsbezirks als Illyrische Provinzen französisch annektiert. In dieser Zeit bestand ein französisches Appellationsgericht in Laibach.
1849 wurden die Gerichte in ganz Österreich umstrukturiert. Die Appellationsgerichte wurden aufgehoben, stattdessen entstanden Oberlandesgerichte. Entsprechend wurde aus dem Appellationsgericht Klagenfurt das Oberlandesgericht Klagenfurt. Es war für die Kronländer Kärnten und Krain zuständig. Die Küstenländer wurden vom Oberlandesgericht Triest abgedeckt.
Am 20. Juli 1854 wurde das Oberlandesgericht Klagenfurt aufgehoben. Seine Aufgaben wurden vom Oberlandesgericht Graz übernommen.

## Gebäude

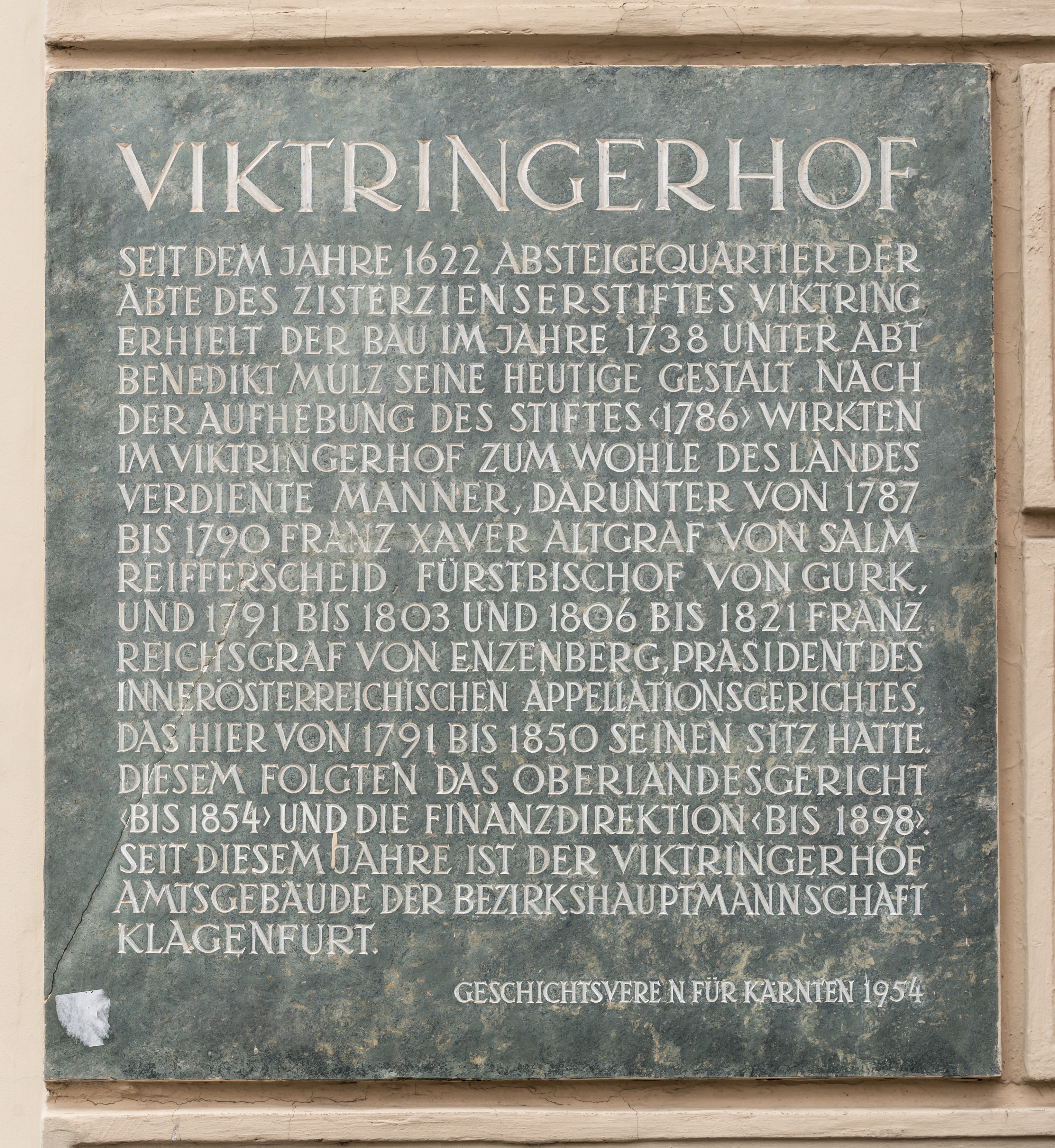
Gedenktafel am Viktringerhof

Sitz des Gerichtes war ab 1891 der Viktringerhof in Klagenfurt.

## Richter

### Präsidenten
- Carl Thomas von Breuner (1782–1791)
- Franz I. Joseph Graf Enzensberg (1791–1803 und 1806–1821)
- Hieronymus Graf von Platz (–1834)
- Joseph von Sterneck und Ehrenstein (1834–)

### Räte
- Josef Schwab (1854)